# Château de Gormaz
Le château de Gormaz (en espagnol : Fortaleza de Gormaz ou Castillo de Gormaz) est une grande citadelle médiévale située en Espagne, dans la région de Castille-et-León, à 13 kilomètres au sud-est de El Burgo de Osma, à Gormaz, dans la province de Soria.

## Caractéristiques
Le château est long d'environ 390 mètres et possède 28 tours (à l'origine 31) ; il fut à sa construction le plus grand d'Europe. La porte principale en forme de fer à cheval, d'une taille conséquente, garde des traces de la peinture d'origine rouge et blanche.

## Histoire
Il a été bâti vers l'an 756 par l'émir Abd ar-Rahman I de Cordoue, dans le but de contrôler la région qui à l'époque servait de frontière avec les états chrétiens au nord.[réf. nécessaire]
Ahmad ibn Muhammad al-Maqqari évoque dans son oeuvre Nafh al-tib que le site du château fut occupé lors de l'année 965. La reconstruction de l'enceinte est évoqué, quand on sait que les sources chrétiennes évoque de nombreuses tensions dans la région de Gormaz entre chrétiens et musulmans.
En avril 975, des armées venues de Galice, de Castille et de Navarre assiègent la forteresse sous le commandement du comte García Fernández. Immédiatement, le calife Al-Hakam II envoie une armée dont le commandement est confié au général Ghâlib. Dans les grandes villes comme Cordoue, des volontaires s'engagent pour prendre part au combat. En juin, Al-Hakam envoie de nouveau des renforts qui infligeront finalement aux Espagnols une sévère défaite. Les musulmans tiendront la forteresse jusqu'en 1060, année où elle sera conquise par Ferdinan Ier de Castille. Au fur et à mesure de l'avancée de la Reconquista, le château perdra sa valeur, deviendra une prison et sera finalement laissé à l'abandon. En 1931, il est classé monument national et est actuellement ouvert au public.

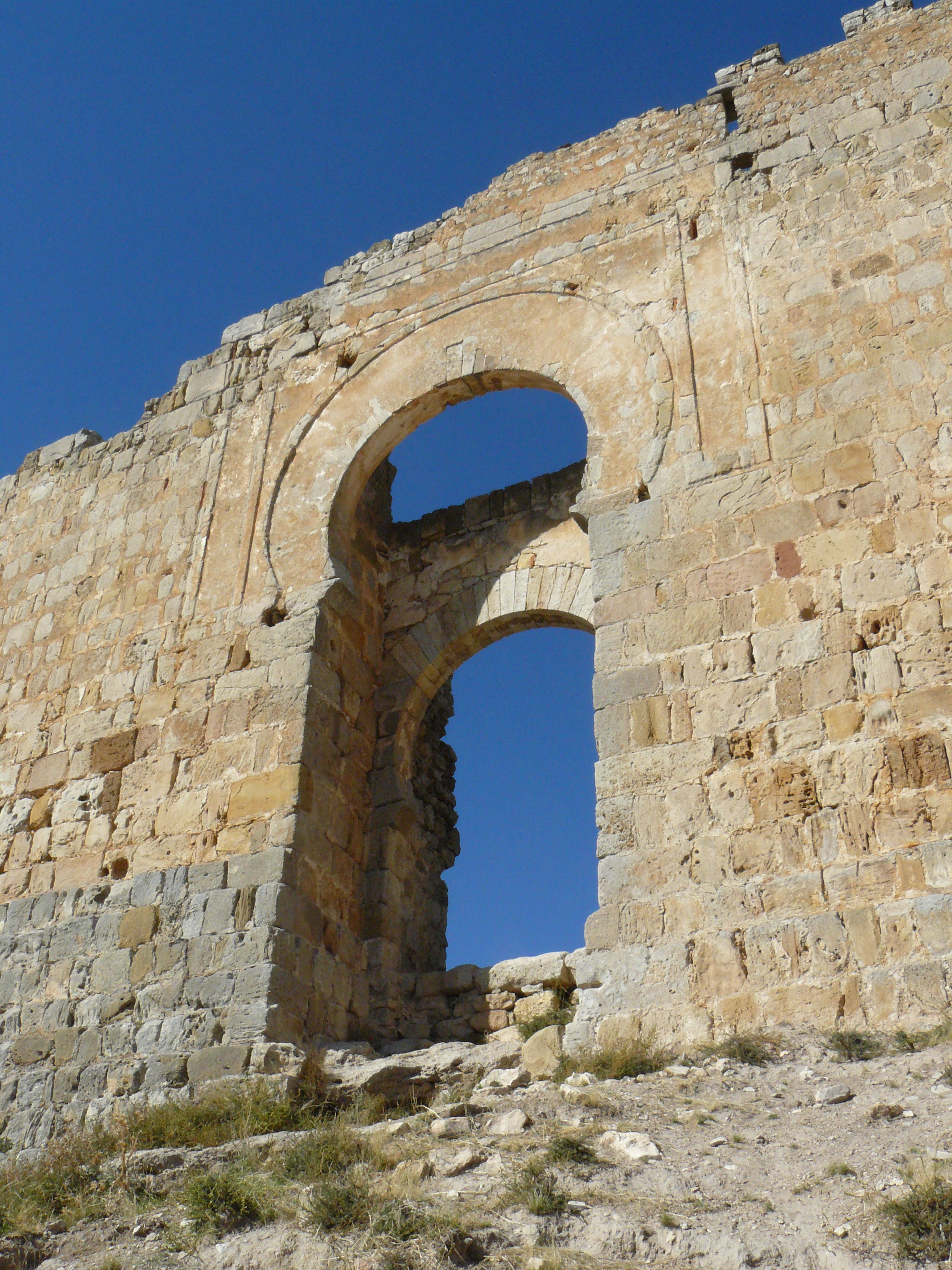
Porte sud.
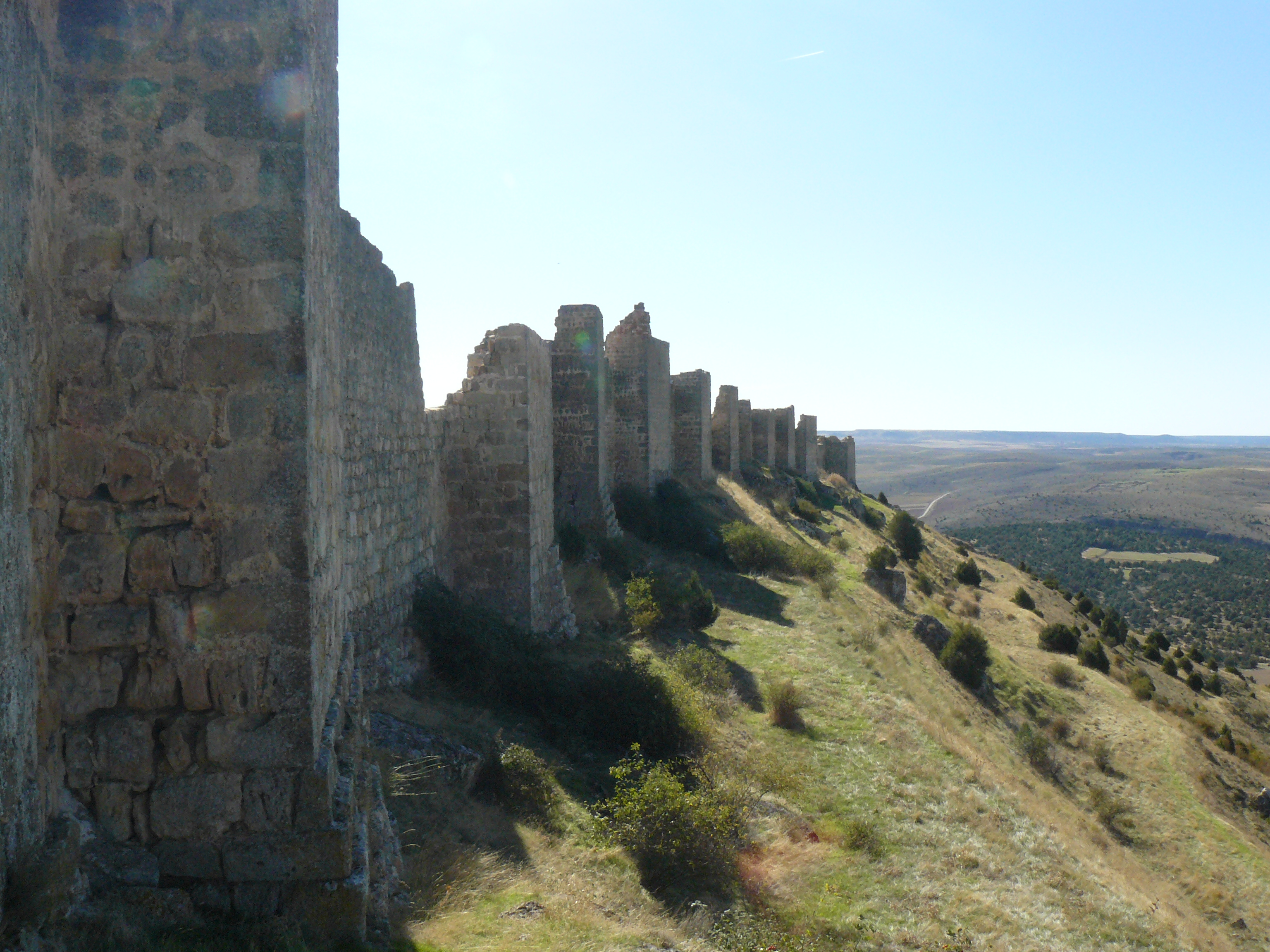
Porte nord
Vue du château